# Jean Daridan
Jean Daridan, né le 15 août 1906 à Marennes et mort le 12 novembre 2002 à Paris, est un diplomate et historien français.

## Biographie
Jean Daridan est le fils d'Edmond Daridan, ingénieur des arts et manufactures et industriel, et de Jeanne Parmentier. Beau-frère du Dr Pierre Denoix, il épouse Marie-Odette Nusse puis Geneviève Le Couteulx de Caumont (veuve du général Hubert Macé de Gastines et fille du général Guy Le Couteulx de Caumont (sl)).
Élève du Collège de Juilly, de la Faculté des lettres de Paris et de l'École des chartes, il y obtient en 1931 le diplôme d'archiviste-paléographe grâce à une thèse sur l'empire colonial français aux Indes.
Entré dans la diplomatie en 1932, il est d'abord affecté au cabinet d'Édouard Herriot puis de Joseph Paul-Boncour, puis nommé successivement à l'ambassade de France à Rome, à la légation de France à Prague et à la Société des Nations. Proche d'Édouard Daladier, il est membre de son cabinet en 1939-1940.
Entré dans la Résistance, il est directeur de cabinet d'Émile Bollaert en 1943. À la Libération, il est nommé inspecteur général des FFI.
En tant que plénipotentiaire du Gouvernement provisoire de la République française (GPRF), il signe à Chongqing la convention du 18 août 1945 relative à la rétrocession du territoire à bail de Kouang-Tchéou-Wan.
Après la guerre, il occupe à nouveau des postes diplomatiques en Chine, au Siam et aux États-Unis, puis est nommé adjoint civil du général Ély en Indochine. Après un passage à l'administration centrale du ministère de 1956 à 1959, il est successivement ambassadeur de France au Japon, de 1959 à 1961, et en Inde, de 1963 à 1970.

## Œuvres
- Édouard Daladier, Journal de captivité, 1940-1945 - annoté par Jean Daridan (1990)
- Le chemin de la défaite, 1938-1940 (1980)
- De la Gaule à de Gaulle, une histoire de France (1977)
- De Lincoln à Johnson. Noirs et blancs (1965)
- Abraham Lincoln (1962)
- John Law, père de l'inflation (1938)

## Distinctions
- Commandeur de la Légion d'honneur (1968)[4]